# Fort Oostoever
Fort Oostoever is een voormalig fort in Den Helder aan de oostzijde van het Noordhollandsch Kanaal.

## Geschiedenis

### Fransen
Al in 1811 waren er Franse plannen om een fort te bouwen om te voorkomen dat de marinewerf en werkplaats vanuit het zuiden werd aangevallen. Op deze plek lag een kielplaats van "'s Rijksscheepswerf het Nieuwe Werk". Deze kielplaats werd in 1833-1835 omgewerkt tot fort "Dugommier", vernoemd naar de in 1794 gesneuvelde Franse generaal Jacques François Dugommier. Het onregelmatige fort werd omsloten door een brede gracht. Op het binnenterrein werden rond 1855 twee buskruitmagazijnen en een overwelfde bergplaats voor projectielen gebouwd. Vanuit het fort kon met geschut een gebied worden bestreken dat zich uitreikt van de ingang van de haven "Het Nieuwediep" tot aan de "Nollen" aan de Nieuweweg. De forten Westoever en Oostoever werden in die tijd wel tezamen aangeduid als het fort aan het Noordhollandsch Kanaal. In 1894 kwam er nabij Het Nieuwediep een geschutsemplacement.

### Tweede Wereldoorlog
De Duitsers namen het fort onder dezelfde naam Fort Ostufer in gebruik. Tussen 1942 en augustus 1944 werd het aangeduid onder de naam Widerstandnest (W.N.) 103 M. In 1943 was de 7./Marineflakabteilung 808 gevestigd in het fort en van 1944 tot 1945 6./Marineflakabteilung 808. Op 21 juni 1944 en 15 september 1944 werd dit fort gebombardeerd.

### Na de oorlog
In november 1958 werd Fort Oostoever opgeheven als vestingwerk. In 1986 werd het fort aan de gemeente verkocht. Hierbij bleven twee remises, een munitieopslagplaats
en gedeelten van de keelgracht behouden. Onderdelen als de torpedosteiger en de toegangsbrug werden gesloopt, de gracht aan de oostzijde werd gedempt. Ook is het binnenterrein grotendeels afgevlakt, en zijn een aantal beschermingswallen verdwenen.

## Externe links

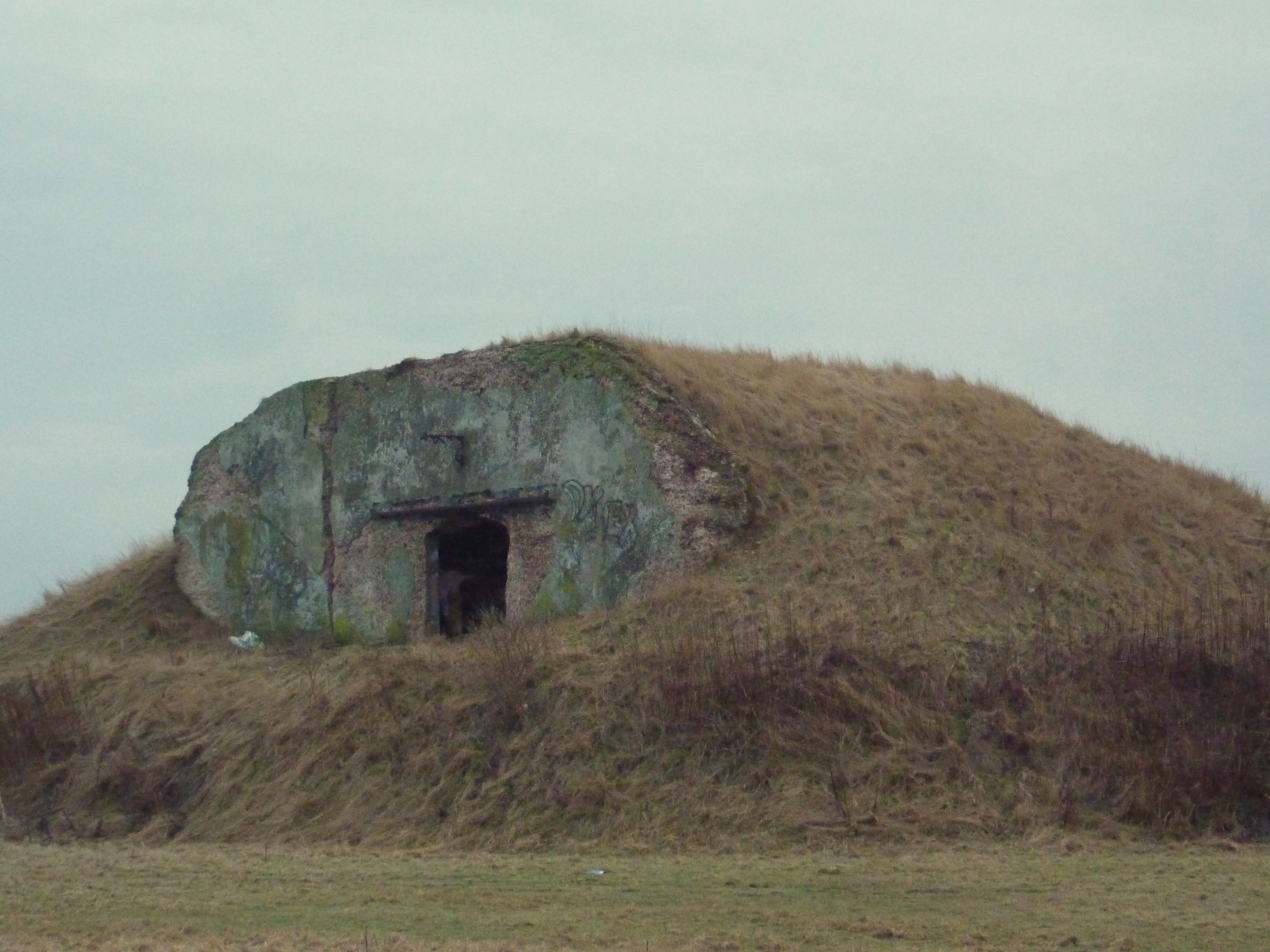
Buskruitmagazijn
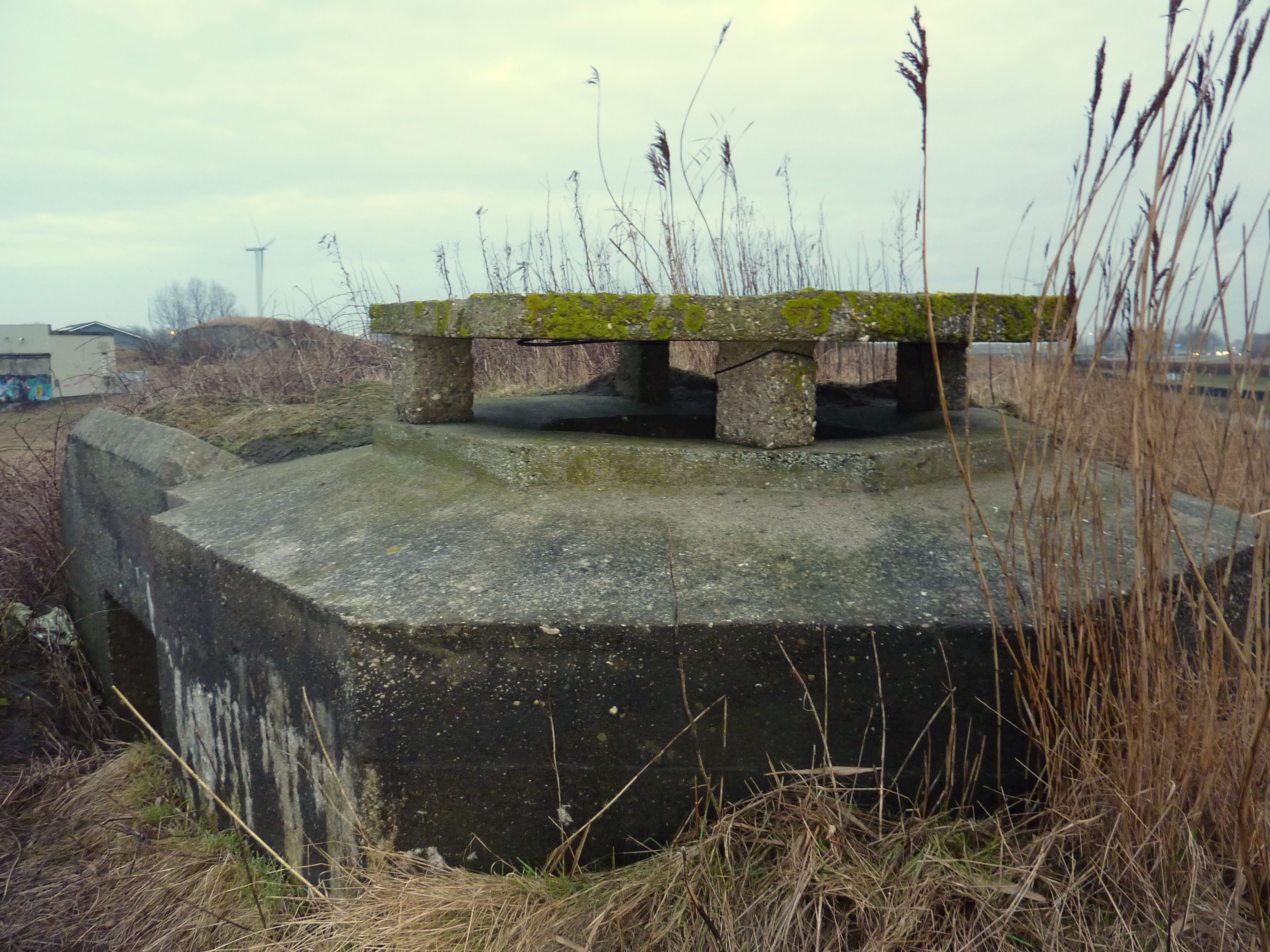
Duitse tobruks met "dakje"
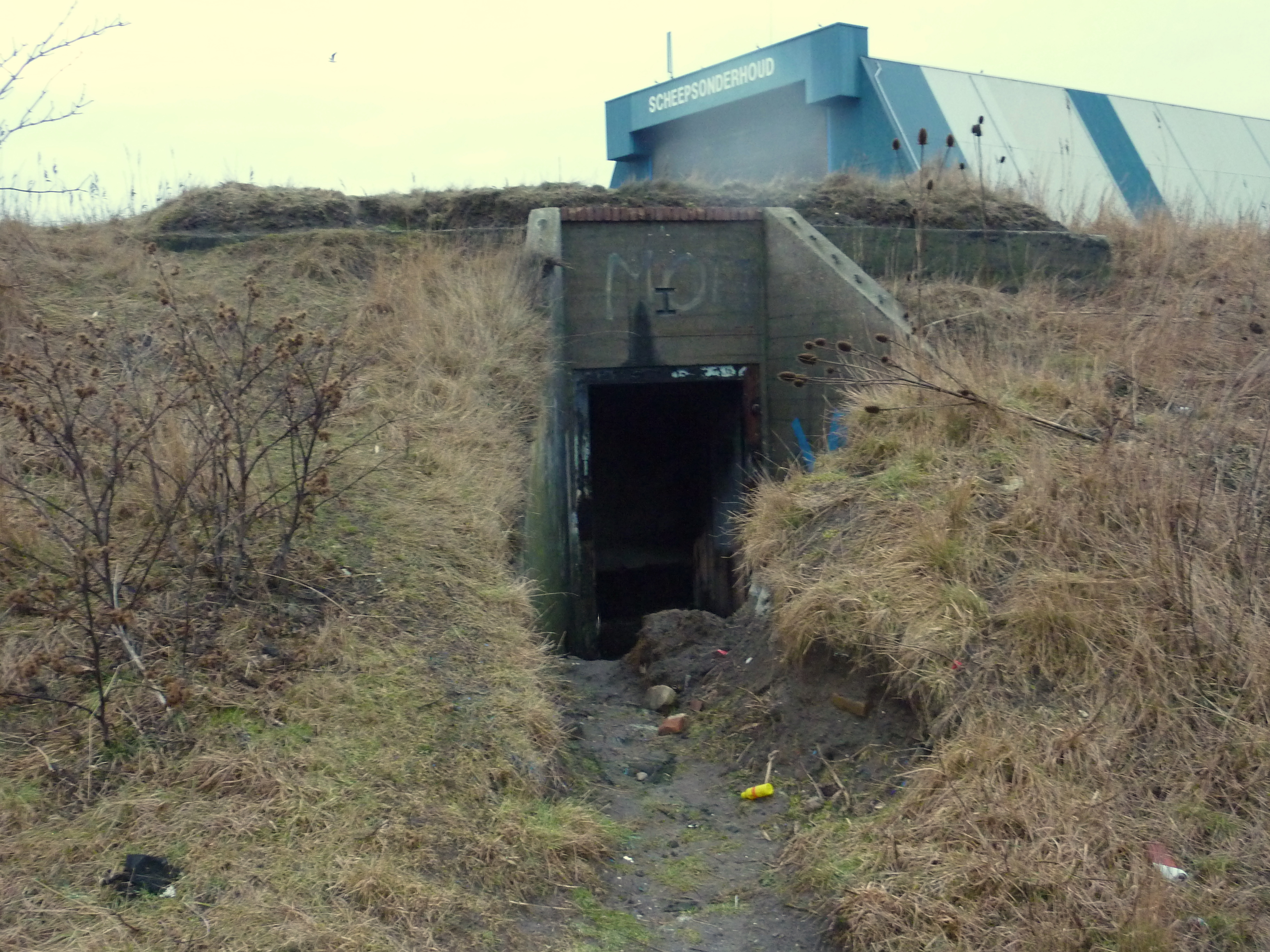
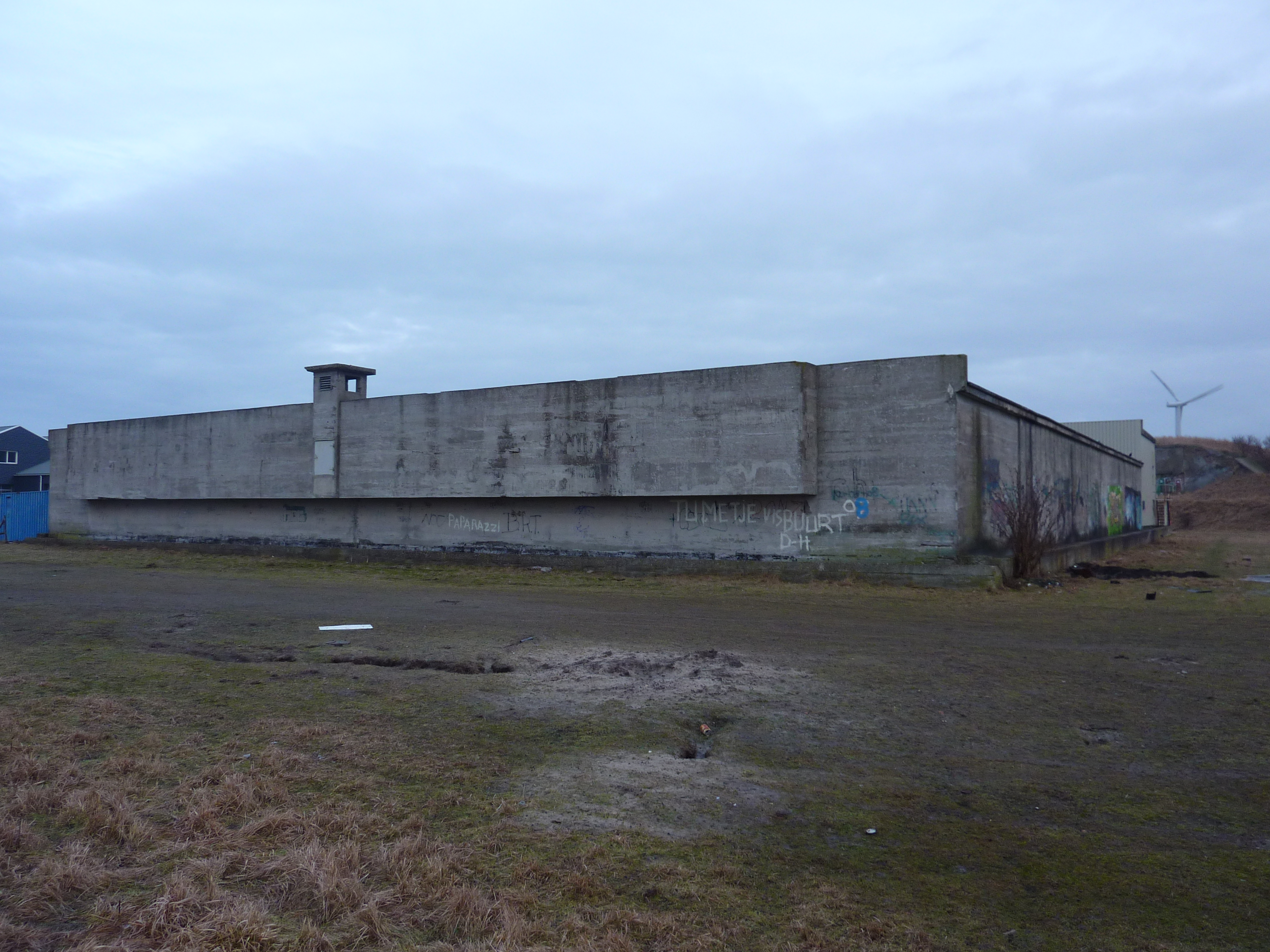
Torpedo-opslagplaats gebouwd in 1937 op het terrein